# Аризона

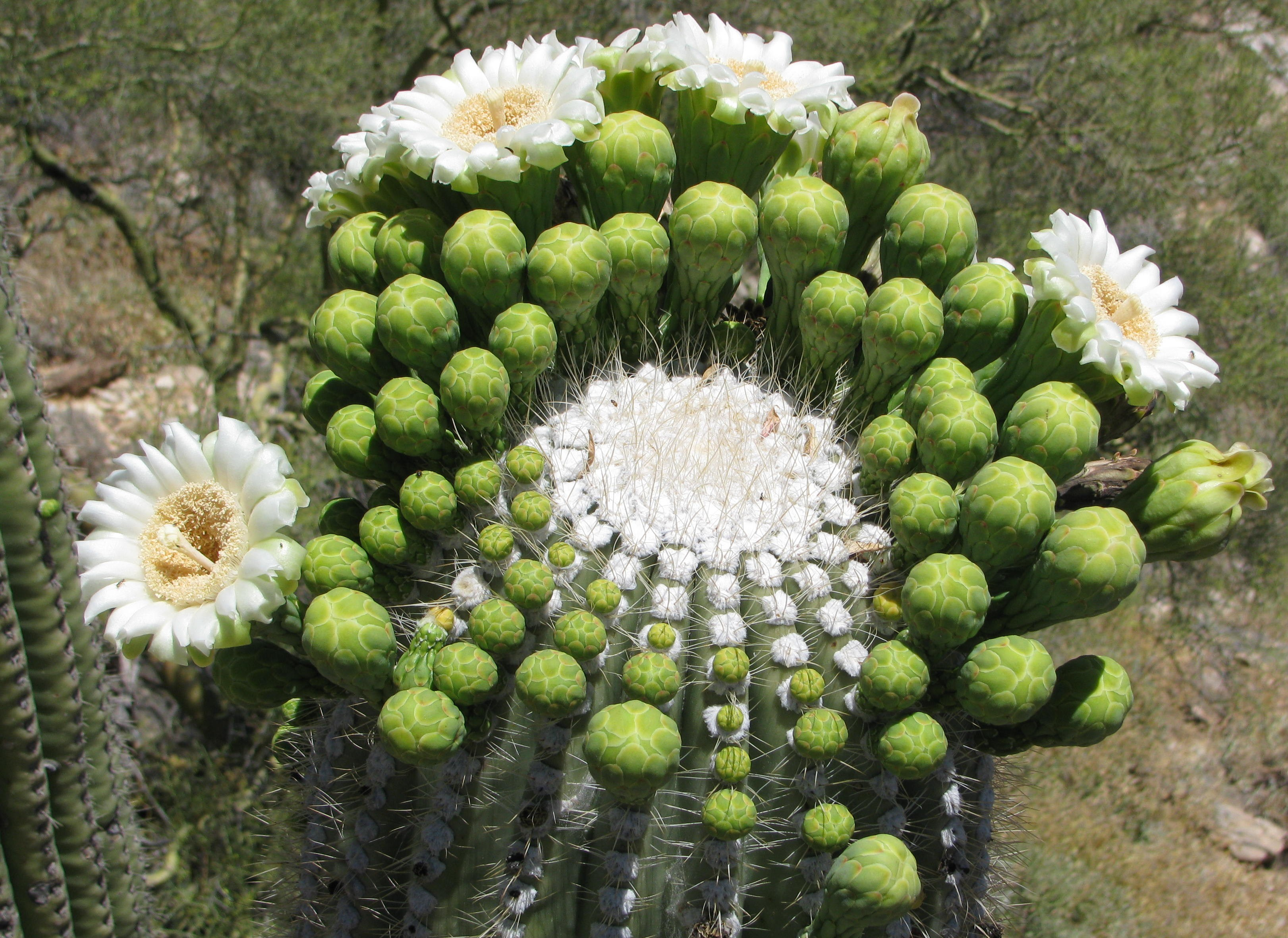
Кактус Сагуаро після вологої зими. Офіційна квітка штату.

Аризо́на (англ. Arizona, навахо Hoozdo Hahoodzo) — 48-й штат, що увійшов до складу США. Розташований на південному заході країни. Разом з Ютою, Колорадо і Нью-Мексико складає Чотири кути. Столиця і найбільше місто штату — Фінікс (англ. Phoenix). Це шостий за розміром штат країни. Населення штату, згідно з оцінками на 2012 рік, становило приблизно 6 553 255 осіб — за цим показником Аризона займає 15-те місце в США. По штату проходить кордон з Мексикою завдовжки 389 миль (626 кілометрів). Для клімату Аризони характерні м'які зими та висока температура в літню пору року. Штат утворений у складі США 14 лютого 1912 року.

## Географія
Аризона розташована на південному заході США. На заході межує з Каліфорнією і Невадою, на півночі — з Ютою, на північному сході — з Колорадо, на сході — з Нью-Мексико, на півдні — з Мексикою Площа території штату становить 295 254 км² (6-те місце серед штатів країни).
Значна частина території штату припадає на гори, плато і пустелі. В Аризоні знаходиться найбільший лісовий масив жовтої сосни. На півночі штату знаходиться Великий каньйон річки Колорадо. Південно-західну частину Аризони займає пустеля Сонора, в якій розташовані такі міста як Фінікс, Тусон і Юма. Незважаючи на те, що це одна з найбільш спекотних і посушливих пустель США, Сонора має досить різноманітну флору і фауну, що пояснюється наявністю в році двох сезонів дощів. На північному заході штату знаходиться пустеля Мохаве, яка відрізняється від Сонори більш висотним становищем.. Кольорова пустеля займає частину Колорадського плато на півночі Аризони. Невелика територія на південному сході штату є частиною пустелі Чіуауа, яка в порівнянні з Сонора через висотніше положення має м'якші літні температури.
Найбільші річки штату — Колорадо та її велика притока, річка Гіла. Майже вся територія Аризони, за винятком деяких південних і південно-східних районів знаходиться в басейні річки Колорадо.
На території штату розташовані три національних парки.
Цікаво, що з березня 2013 року по грудень 2014 року в пустельній місцевості Аризони виникла 3-км тріщина, яка розвивається. Станом на 2023 рік, згідно повідомлення видання The New York Times, у США розпочалася національна криза через те, що ґрунтові води швидко викачуються, викликаючи розломи на південному заході країни на багато миль. Ці розломи, насамперед, виявлені в Аризоні, де зареєстровано вже 169 миль розломів. Однією із ключових проблем є недостатнє регулювання в Аризоні на законодавчому рівні обсягів викачування ґрунтових вод. Проблема ускладнюється також і тим, що наповнення річок щорічно зменшується через зміну клімату.

## Історія
Протягом тисячоліть на території сучасної Аризони, так само як і на території інших штатів США, жили представники корінного населення Північної Америки — індіанці.

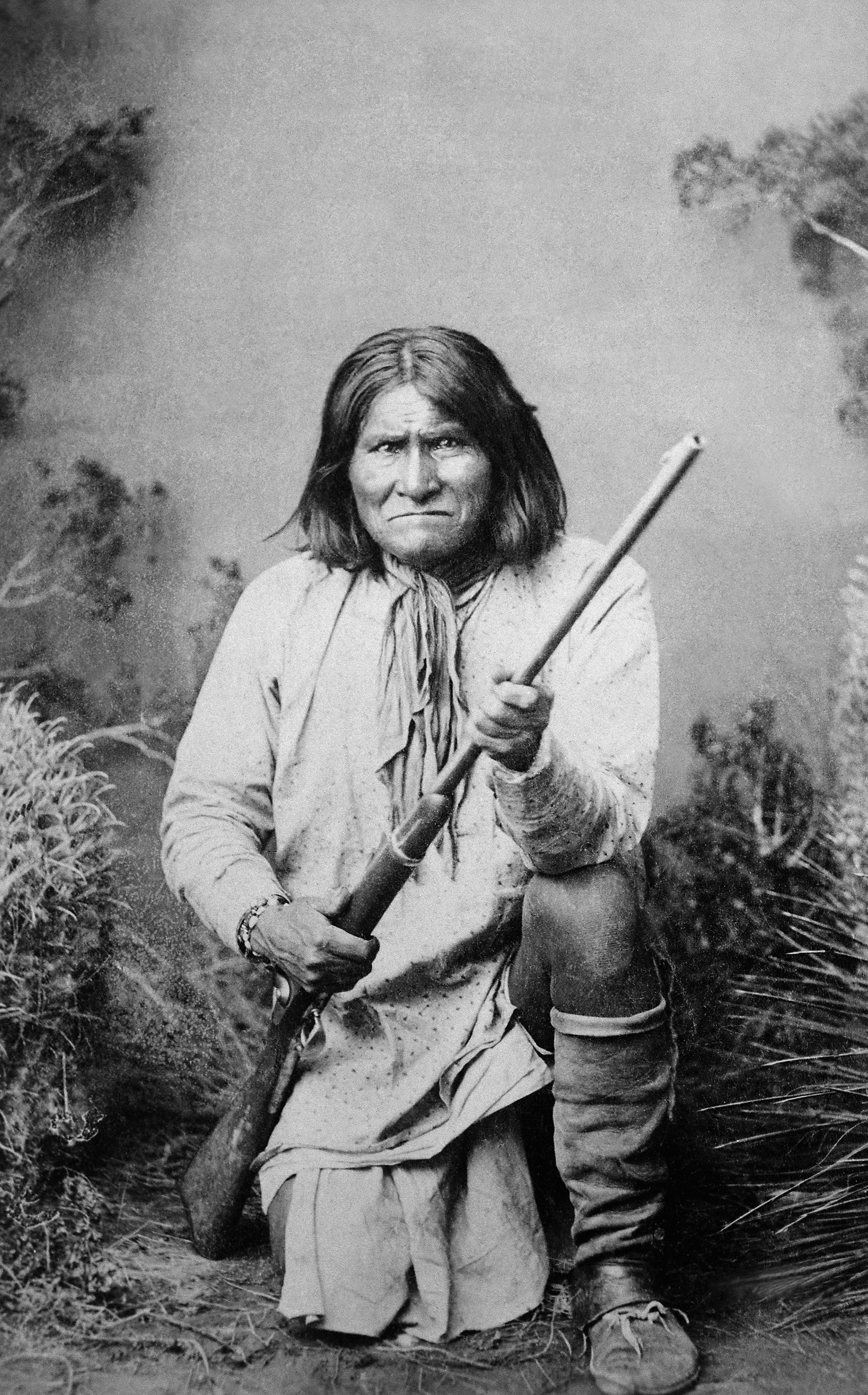
Джеронімо (1820—1909)

В Аризоні жили стародавні народи пуебло (анасазі), індіанці хохокам, могольон та інші. Їхнім основним заняттям було землеробство, вони вирощували кукурудзу й боби. До появи європейців тут жили також апачі та навахо.
Хоча перші європейці прийшли до Аризони ще в 1528 році, першим дослідником нових земель став францисканський монах Маркос де Ніза. Слідом за ним у 1540—1542 роках південний захід сучасних США (Аризона, Техас, Оклахома, Канзас) досліджувала експедиція під керівництвом іспанського конкістадора Франсиско де Коронадо. Наступні три століття землі Аризони входили до складу колонії Нова Іспанія.
Іспанці ще з початку XVII століття намагалися заснувати християнські місії в Аризоні, але через ворожість індіанців ці спроби раз за разом провалювалися. Лише на межі XVII—XVIII століть була заснована постійна єзуїтська місія Сан-Хав'єр неподалік від сучасного міста Тусон.
На початку XVIII століття в пошуках родовищ срібла в Аризону потягнулися старателі. Деякі з них осіли в південній частині сучасної Аризони та зайнялися сільським господарством. До середини століття почалися спроби європейських поселенців просунутися на північ, але вони зіткнулися із сильним опором з боку індіанців.
З 1769 року Аризона входила до складу провінції Верхня Каліфорнія віцекоролівства Нова Іспанія (так само як і сучасні штати Каліфорнія, Невада, Нью-Мексико, Юта, частина Колорадо і Вайомінгу).
У другій половині XVIII століття в Аризоні іспанцями були побудовані декілька укріплених поселень, зокрема  в 1775 році був створений форт, з якого виросло друге за кількістю мешканців місто Аризони — Тусон. У цей же період іспанці активно налагоджували стосунки з індіанцями та розвивали торгівлю.
У 1821 році період іспанського панування закінчився — Мексика стала незалежною. Водночас до Аризони прийшли американці. Вважається, що першими з громадян США на землях Аризони побували в 1825 році мисливці Сільвестр Патті і його син Джеймс.
Після перемоги США в американо-мексиканській війні в 1848 році велика частина сучасної Аризони була викуплена Сполученими Штатами. Ці землі увійшли до складу створеної в 1850 році Території Нью-Мексико. У 1853 році США викупили в Мексики й решту Аризони.
Під час Громадянської війни в США, в 1861 році, частина Аризони в районі Тусона й південна частина Нью-Мексико оголосили про свою незалежність від США, створивши Територію Аризона в складі Конфедеративних Штатів Америки. Через рік, у 1862 році, федеральні війська повернули землі Аризони та Нью-Мексико до складу США.
14 лютого 1912 року Аризона стала сорок восьмим штатом США, останнім з «континентальних» штатів.
У 1919 році в Аризоні був створений Національний парк Гранд-Каньйон, один з найстаріших національних парків США.
У 1926 році через Аризону було прокладено знамените шосе 66, відоме також як «Мати доріг» і «Головна вулиця Америки».
У 1948 році індіанці в Аризоні отримали право голосу. У цьому ж році в штаті відкрилося перше високотехнологічне виробництво — свою фабрику тут побудувала компанія Motorola, один з найбільших на той момент виробників радіоприладів.

## Населення

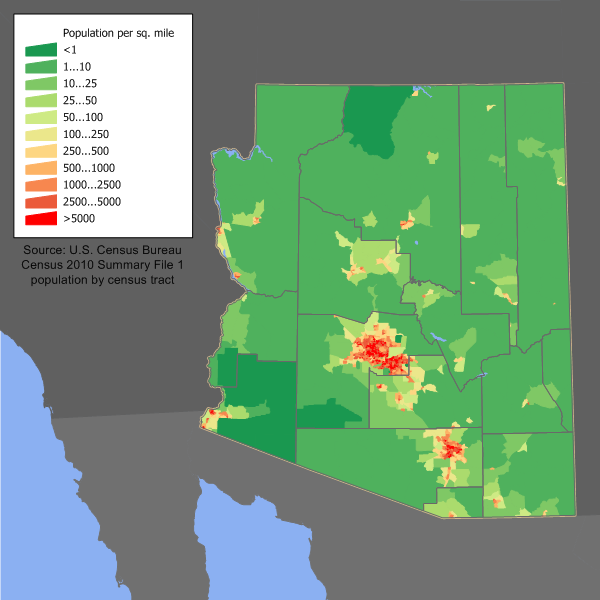
Карта щільності населення

За даними Бюро перепису населення США на 1 липня 2011 року, населення Аризони становить 6 482 505 осіб; порівняно з показником перепису 2010 року приріст склав 1,42 %. Населення метрополії Фінікса зросла з 1991 по 2001 роки на 45,3 %, що зробило Аризону другим штатом з найвищим приростом населення протягом 90-х років (перший був штат Невада). Нині населення метрополії Фінікса перевищує 4,3 млн осіб. Близько 58 % населення Аризони проживають у містах з населенням понад 100 тис. осіб (найвищий показник серед усіх штатів країни).
За даними на 2005—2007 роки, 72,1 % населення штату говорить вдома тільки англійською; 21,7 % — іспанською.
Расовий склад населення:
| Раса             | Чисельність, %. |
| ---------------- | --------------- |
| Білі             | 58 %            |
| Латиноамериканці | 30 %            |
| Індіанці         | 5 %             |
| Афроамериканці   | 4 %             |
| Азійці           | 3 %             |

Релігійний склад населення:
| Релігія                      | Чисельність, %. |
| ---------------------------- | --------------- |
| Католики                     | 29 %            |
| не сповідають жодної релігії | 17 %            |
| Євангельські християни       | 10 %            |
| Баптисти                     | 8 %             |
| Мормони                      | 6 %             |
| Методисти                    | 5 %             |
| Інші                         | 25 %            |

Мовний склад населення (2010)  [Архівовано 1 грудня 2007 у Wayback Machine.]
| Мови            | Частка людей старше 5 років, % |
| --------------- | ------------------------------ |
| Англійська      | 72,90                          |
| Іспанська       | 20,80                          |
| Навахо          | 1,48                           |
| Німецька        | 0,39                           |
| Тагальська      | 0,33                           |
| Китайська       | 0,33                           |
| В'єтнамська     | 0,30                           |
| Індіанські мови | 0,27                           |
| Французька      | 0,26                           |
| Арабська        | 0,24                           |
| інші            | 2,70                           |

### Злочинність і безпека
Аризона входить до списку 10 найнебезпечніших штатів у США. У 2018 році було зафіксовано 369 убивств. Це значно менше, ніж було у 2017 році, коли було зафіксовано 505 інцидентів на 100 000 населення. Найбільша кількість зареєстрованих злочинів приходиться на місто Тусон.

## Економіка
В економіці штату Аризона традиційно відіграють важливі ролі гірничодобувна промисловість, сільське господарство і туризм. В останні десятиліття стрімко розвиваються високотехнологічні галузі, зокрема аерокосмічна промисловість, виробництво комплектуючих для комп'ютерів та інші.
Найбільшим роботодавцем в Аризоні є уряд штату, а серед приватних компаній — мережа роздрібних магазинів Wal-Mart.
Аризону не даремно називають «Мідним штатом», штат дає близько 60 % усього видобутку міді в США. Попутно добуваються свинець, цинк, марганець, золото і срібло. Крім того, Аризона займає друге місце в США з видобутку молібдену.
У зв'язку зі швидким зростанням чисельності населення Аризони в штаті (особливо в столиці — Фініксі) постійно існує попит на житло, завдяки чому активно ведеться будівництво.
У північних і центральних районах Аризони вирощується багато деревини, в основному хвойних порід. У штаті виробляється значна кількість пиломатеріалів.
Основні сільськогосподарські культури Аризони — бавовна (був період, коли саме Аризона була найбільшим виробником бавовни в США), сорго, цитрусові, цвітна капуста, броколі та інші.
У штаті дуже добре розвинене тваринництво, тут вирощують велику рогату худобу, виробляють молочну продукцію.
Багато високотехнологічних виробництв зосереджені в Фініксі та Тусоні (саме в цих містах розташовані найбільші в штаті Університет штату Аризона та Університет Аризони).
У Тусоні розташовані підрозділи найбільшого у світі виробника керованих ракет Raytheon; компанії Texas Instruments, що виробляє напівпровідники та електронні пристрої; штаб-квартира виробника авіаційних приладів Universal Avionics. Через те, що в районі Тусон працює цілий ряд компаній, що спеціалізуються на виробництві оптики та оптоелектронних систем, місто інколи називають «Оптична долина» (за аналогією з «Кремнієвою долиною» в Каліфорнії).

## Офіційна символіка
- Девіз штату: Бог збагачує
- Квітка штату: квітка кактуса Сагуаро
- Слоган штату: Штат Великого каньйону
- Камінь штату: бірюза

## Галерея

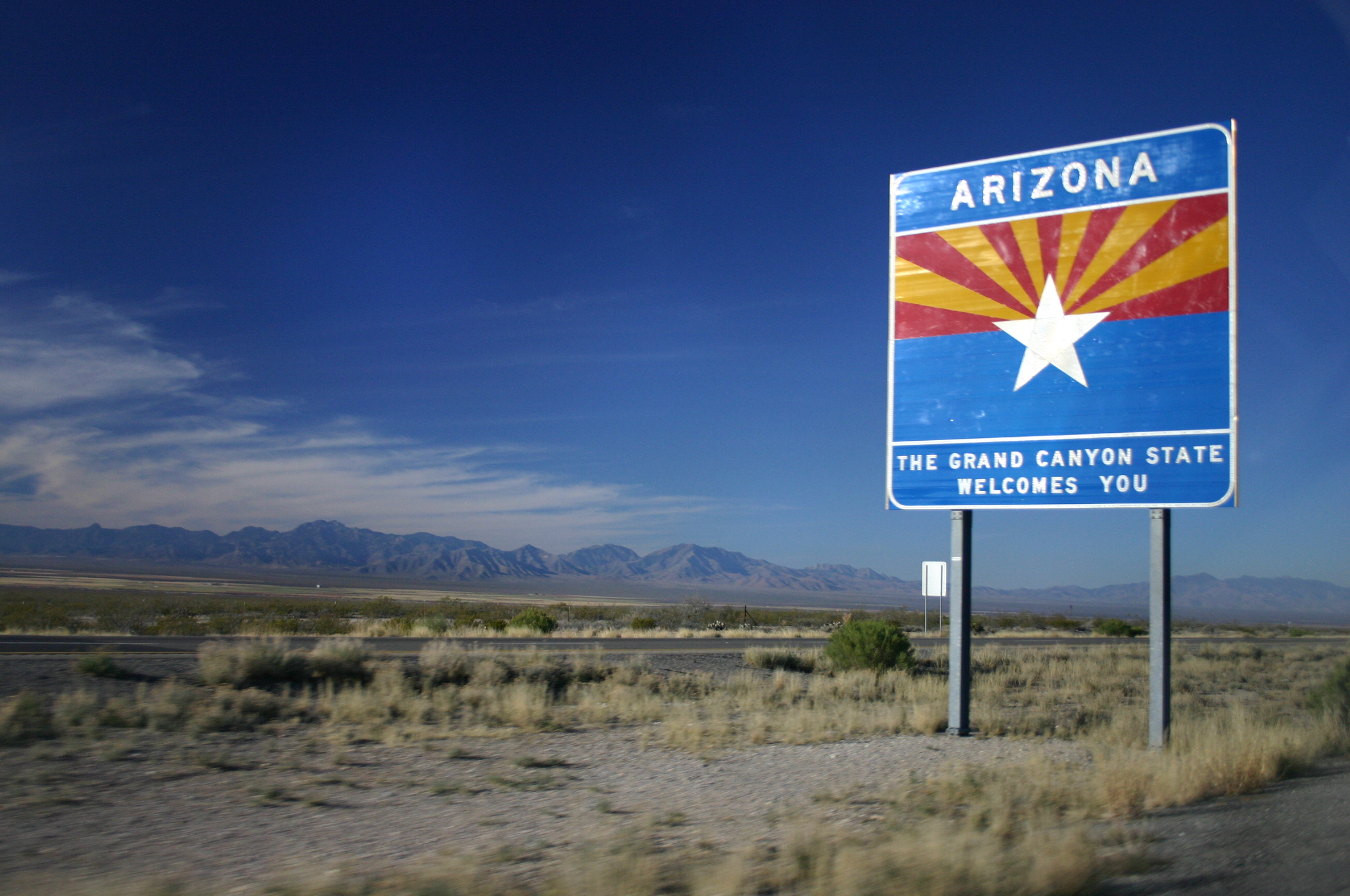
Аризона
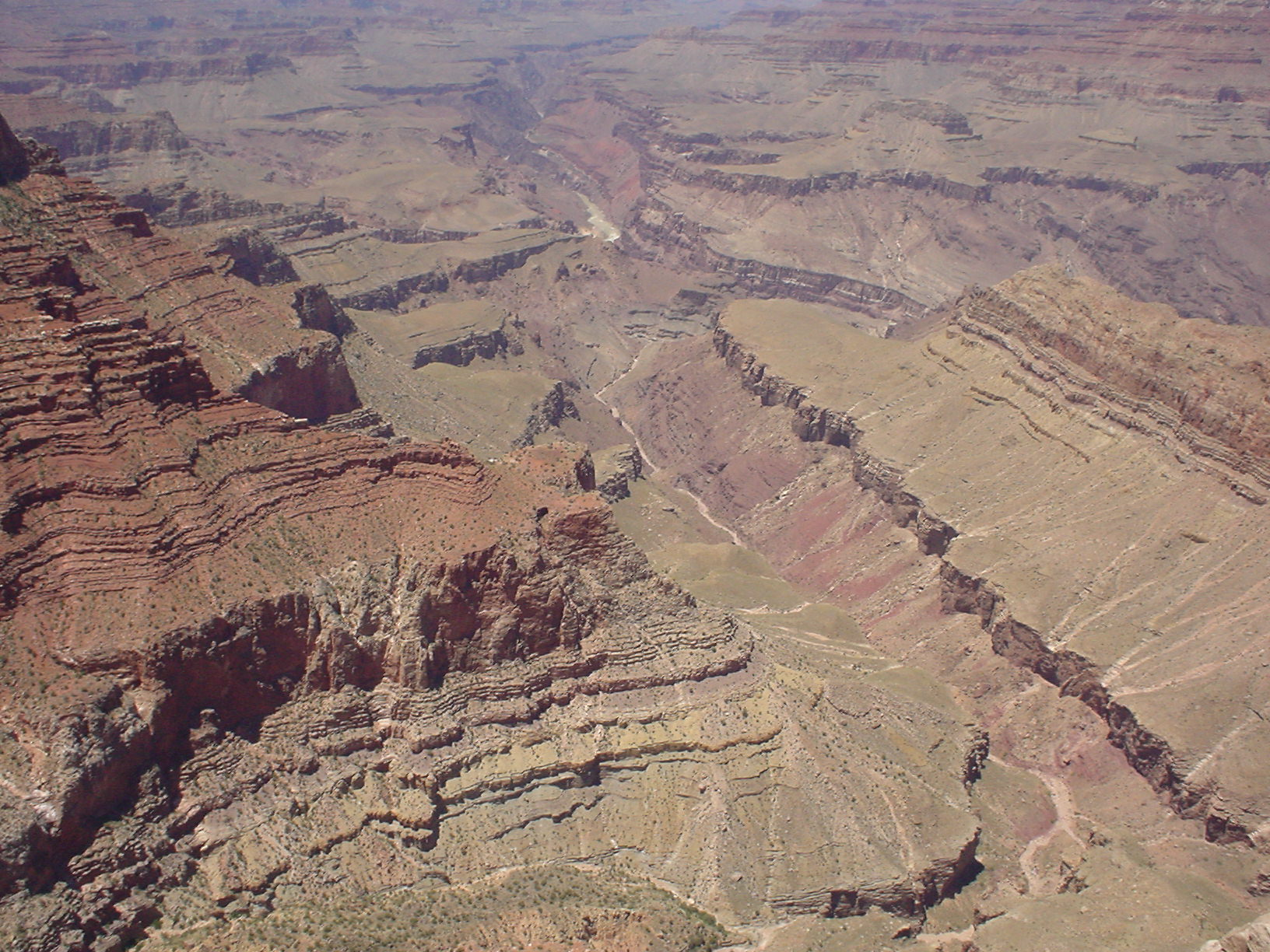
Великий каньйон
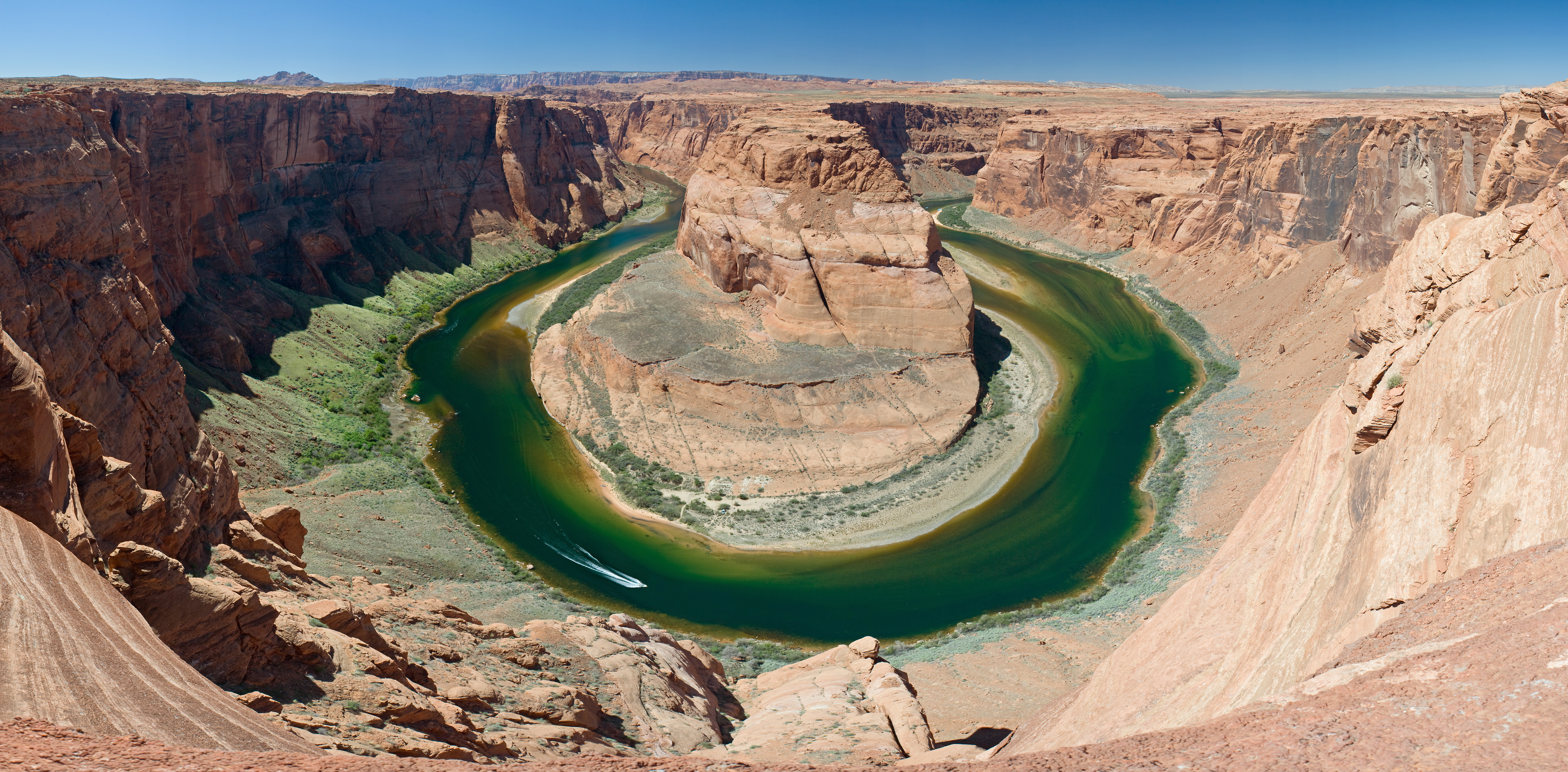
Підкова
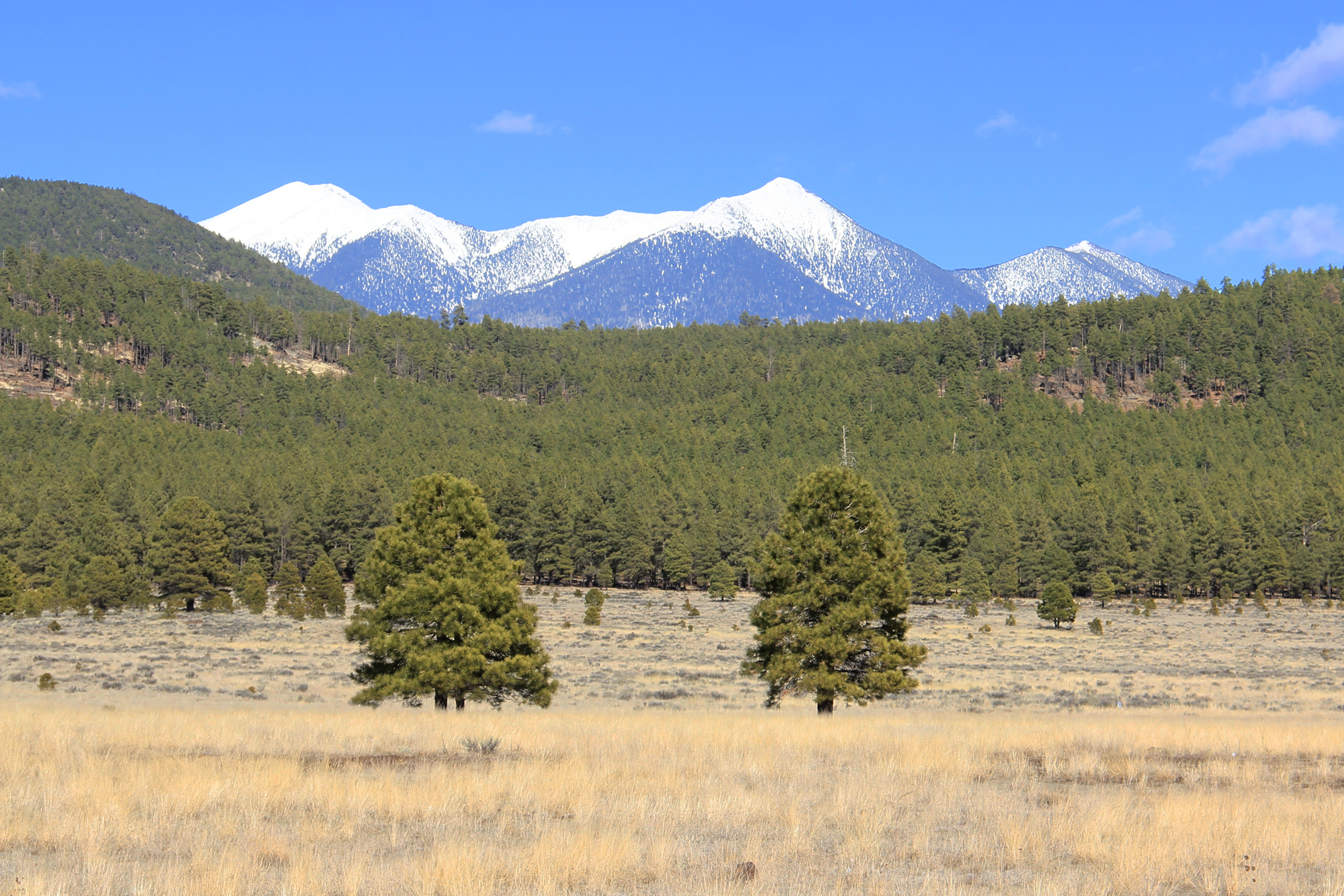
Ліси Аризони
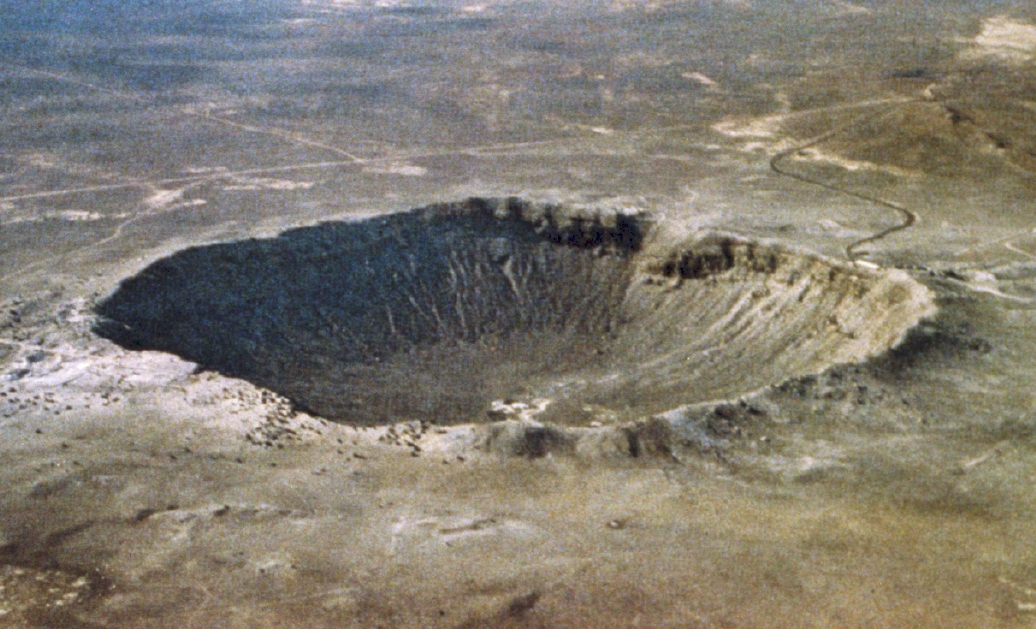
Метеоритний кратер в Аризоні
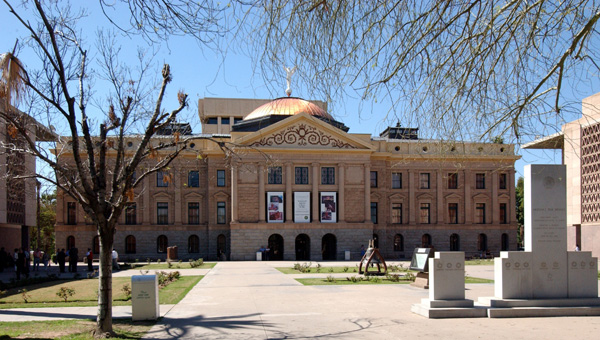
Капітолій штату Аризона, Фінікс
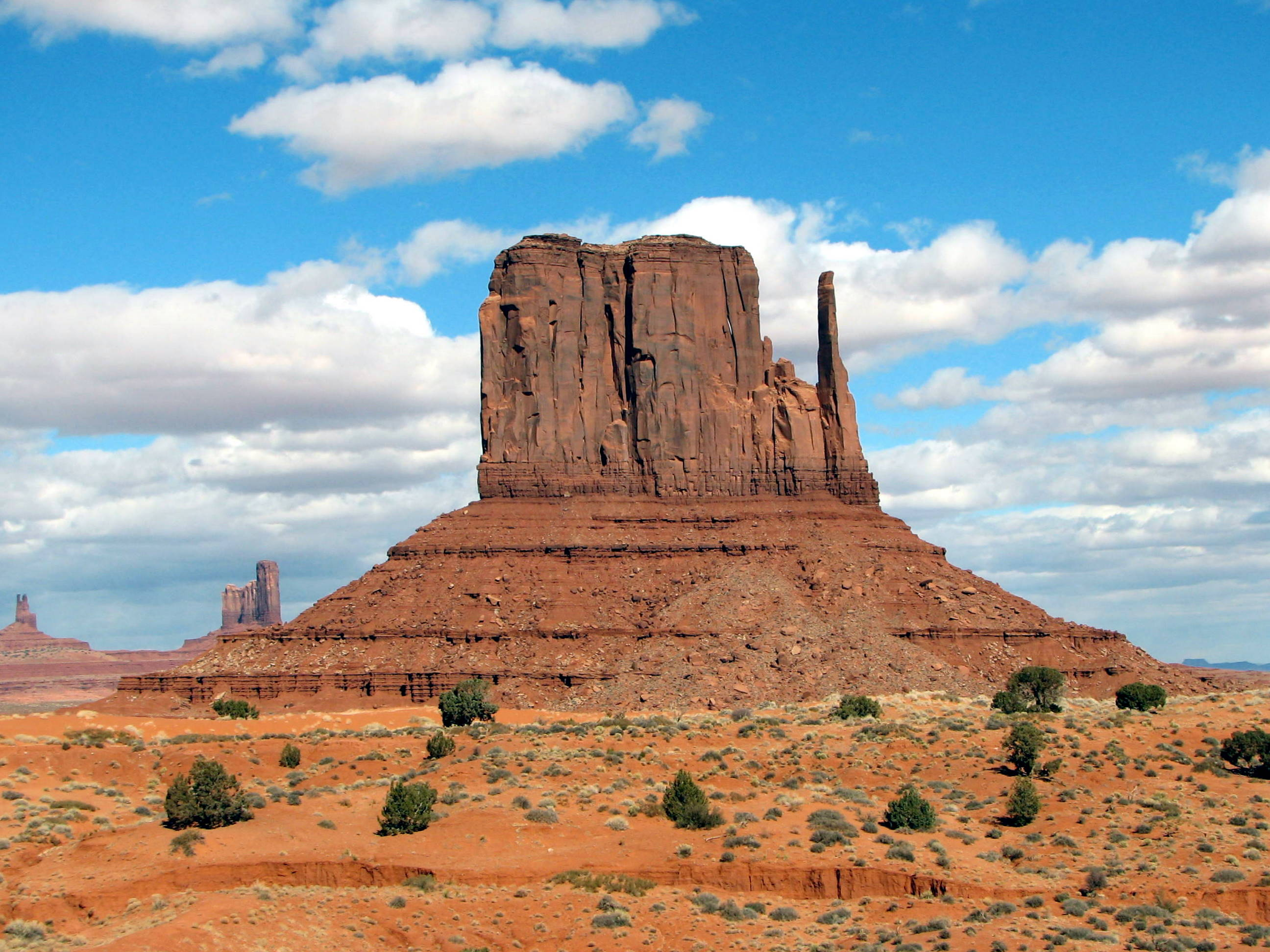
Скеля Вест Мітн у Долині монументів
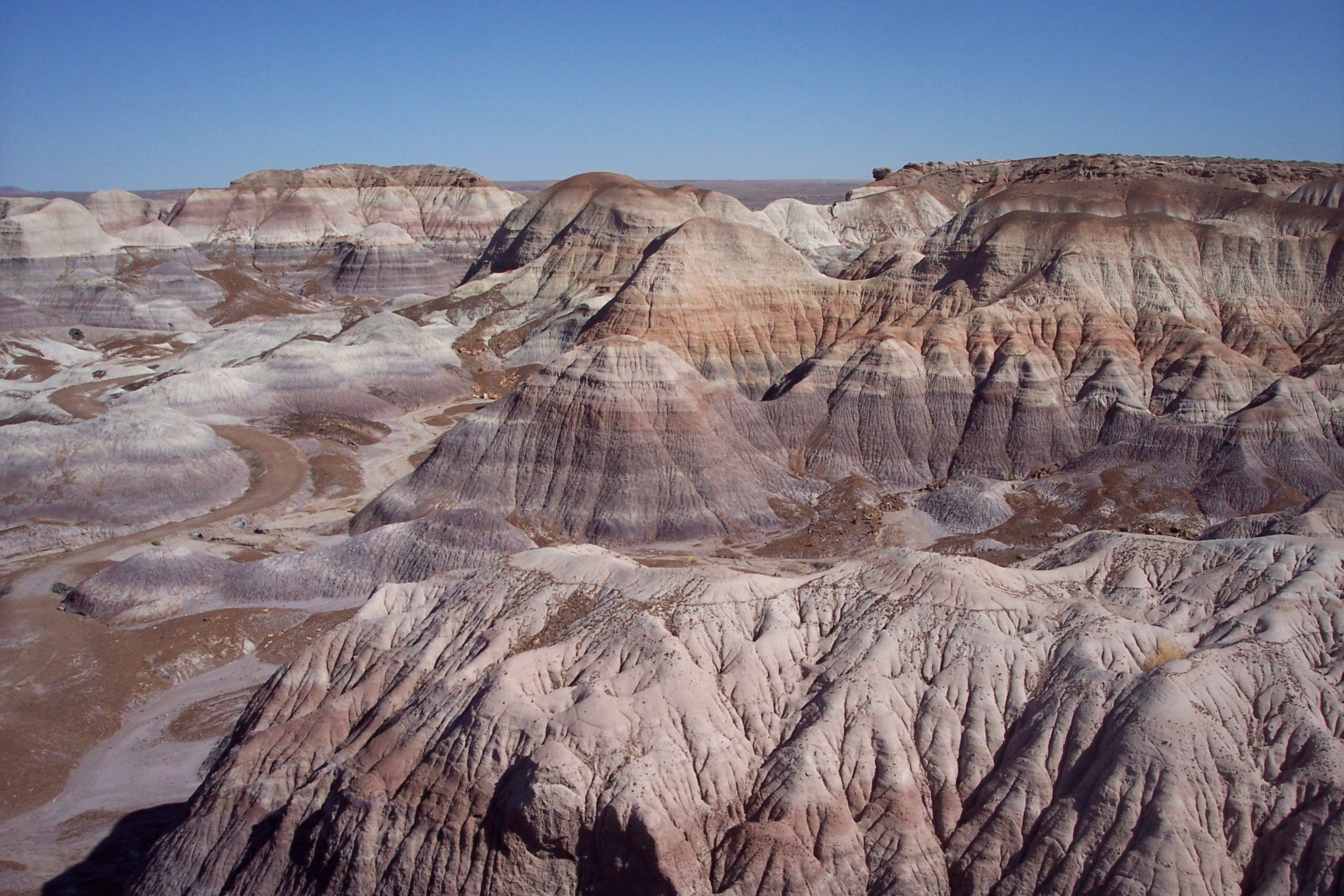
Туристична стежка Блу Меса в Національному парку Петріфайд-Форест
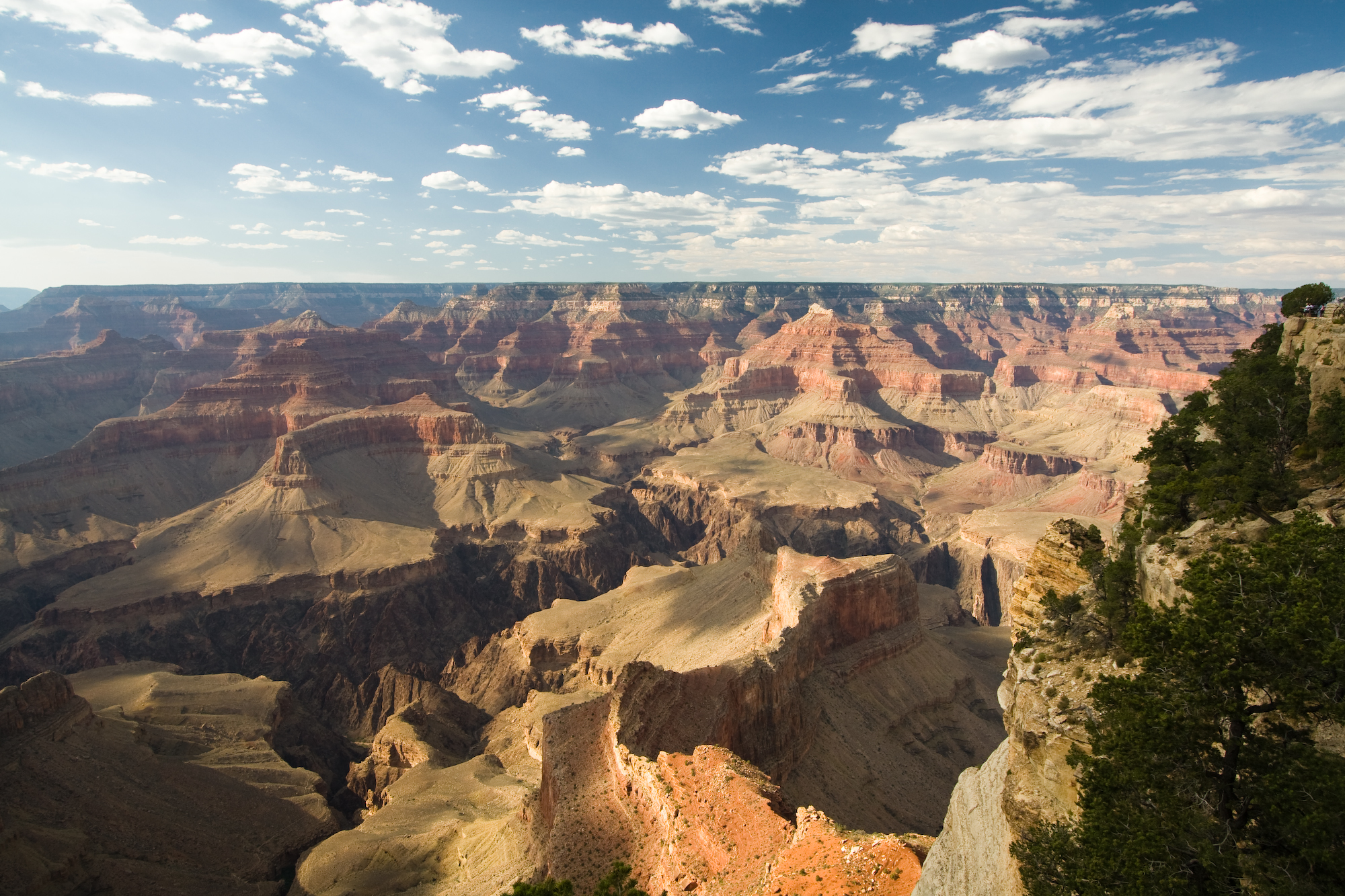
Великий каньйон
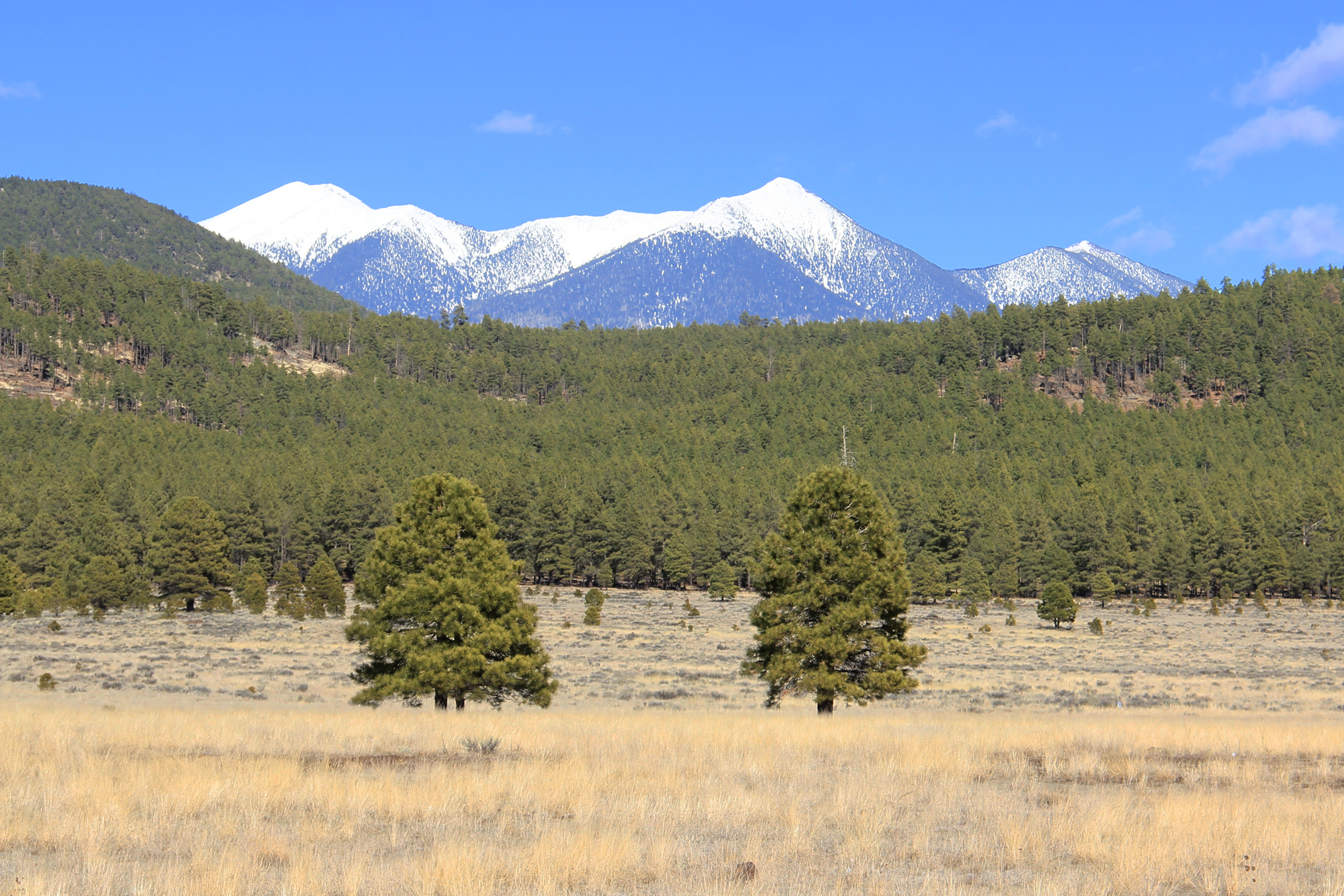
Гори Сан Франциско Пікс, вигляд з Беллмонту, Аризона
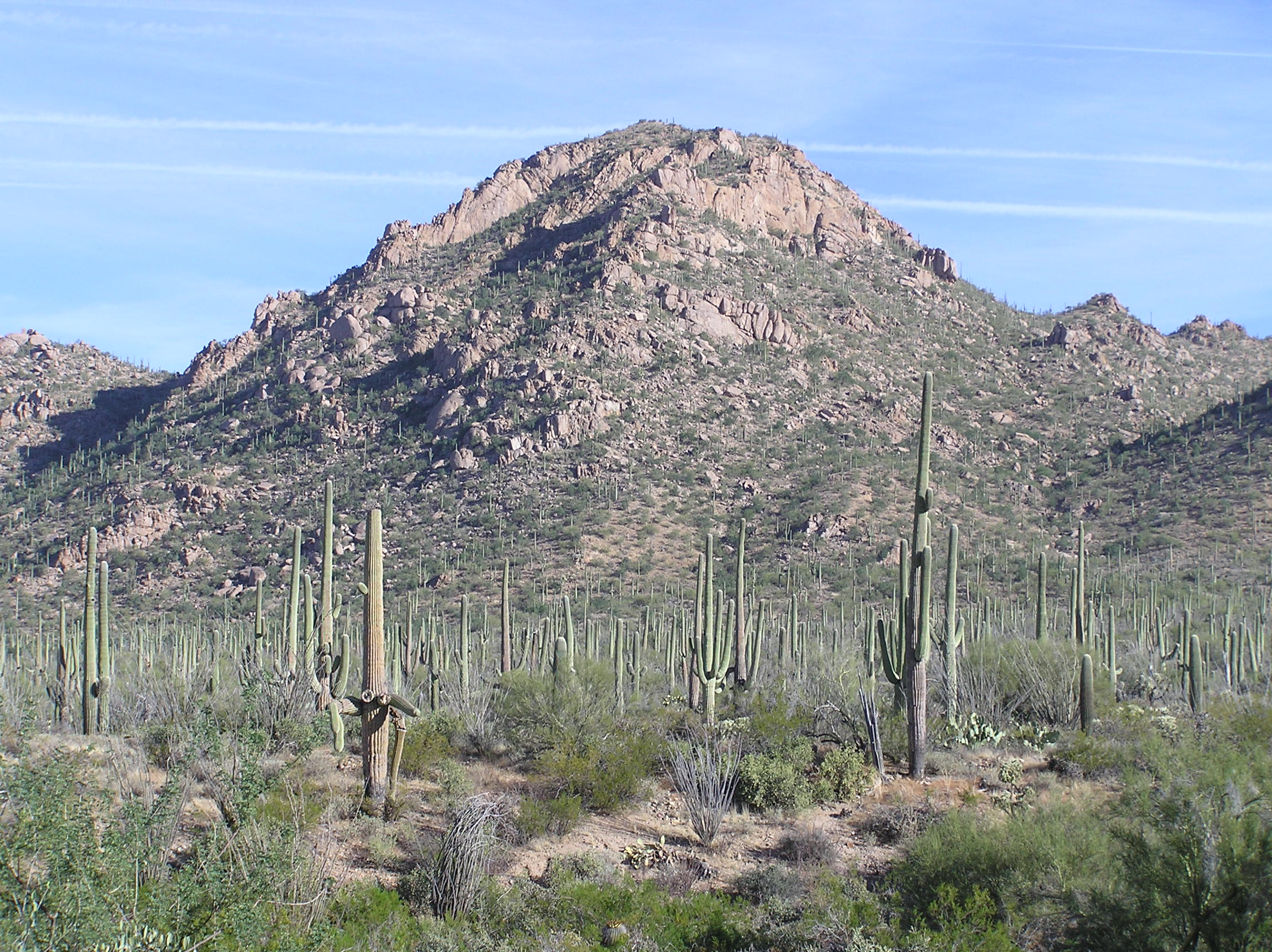
Пустеля Сонора в національному парку Сагуаро
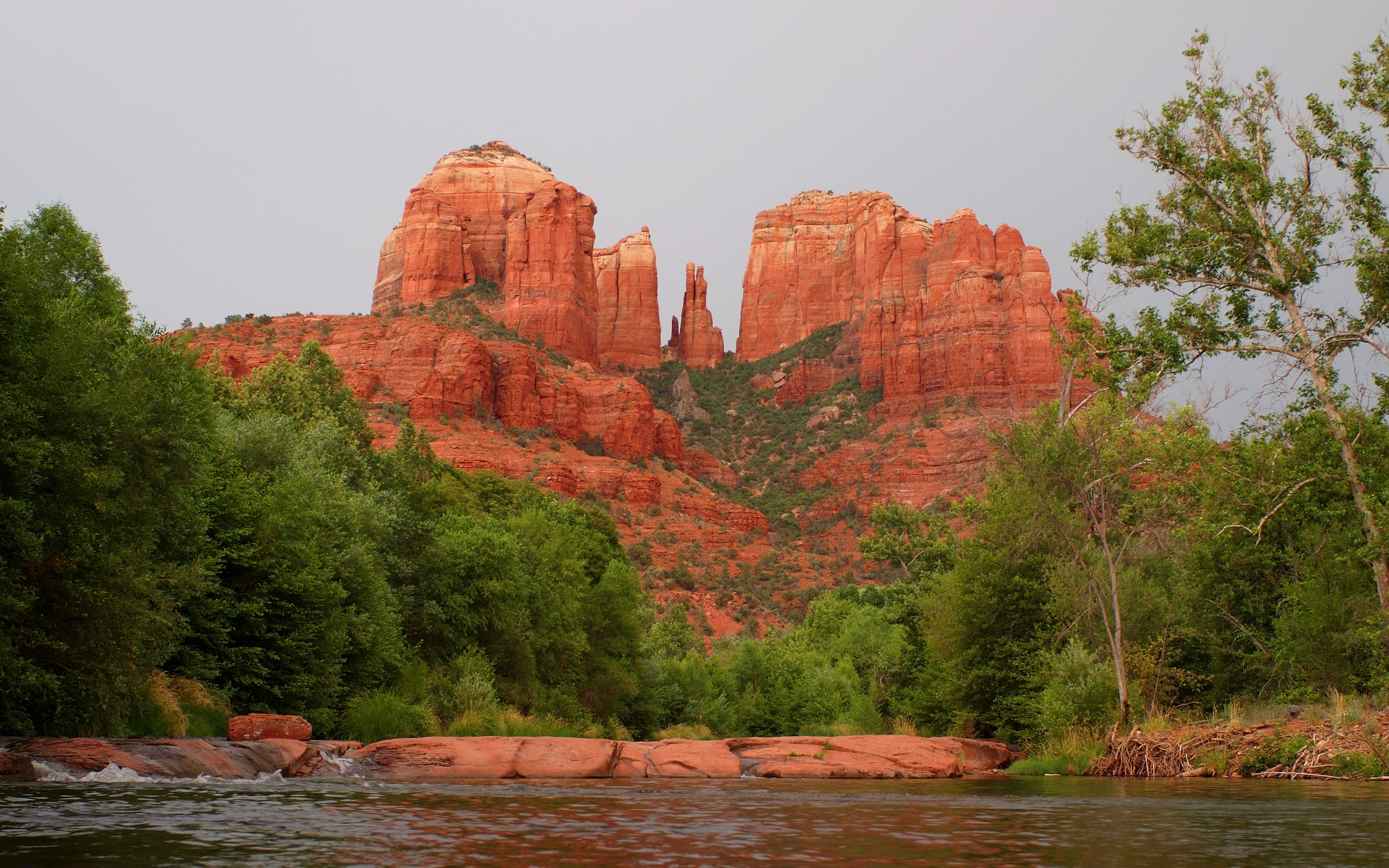
Кафедральна скеля біля перехрестя Червоної Скелі в Седоні
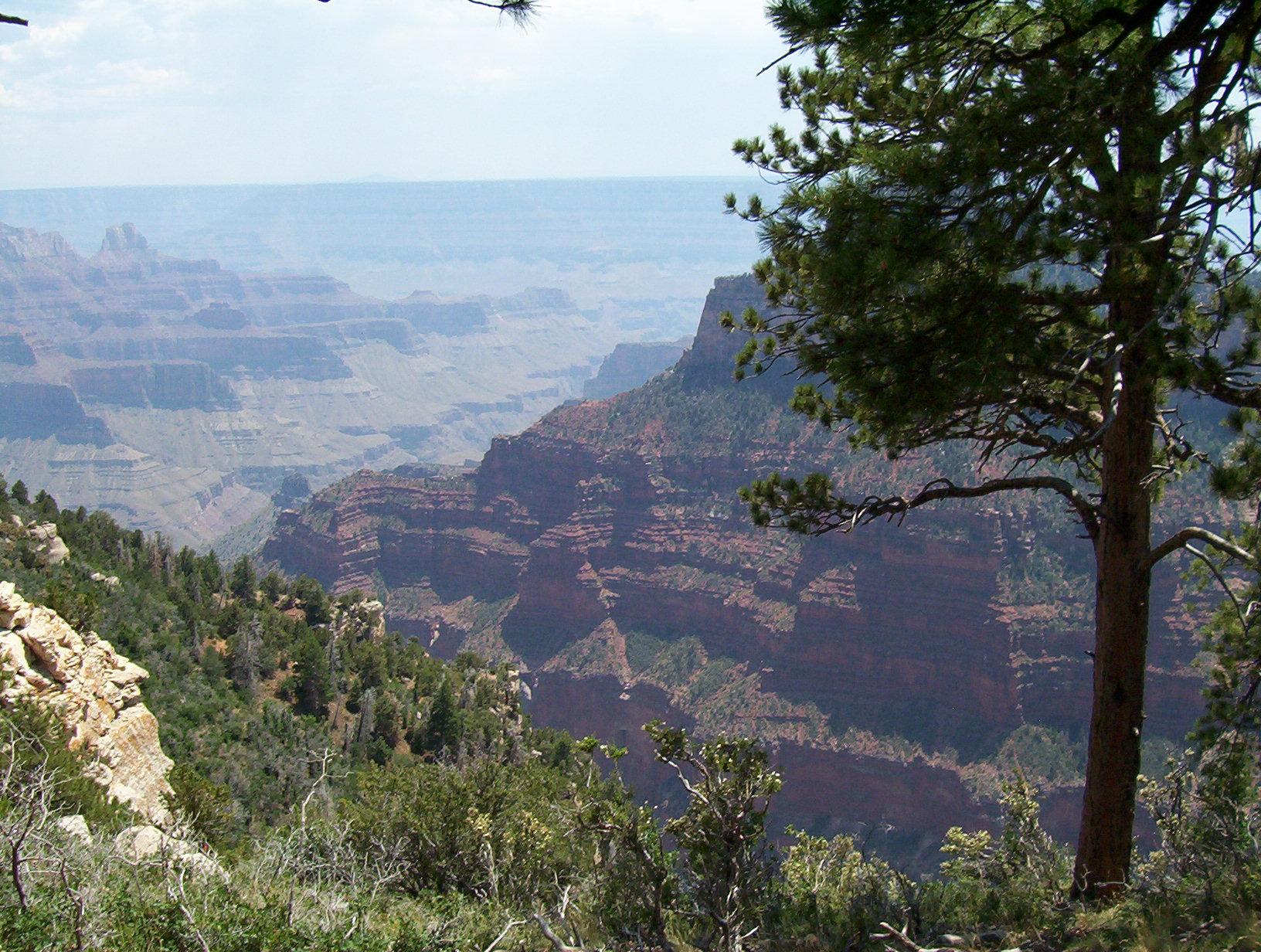
Північний край Великого каньйону
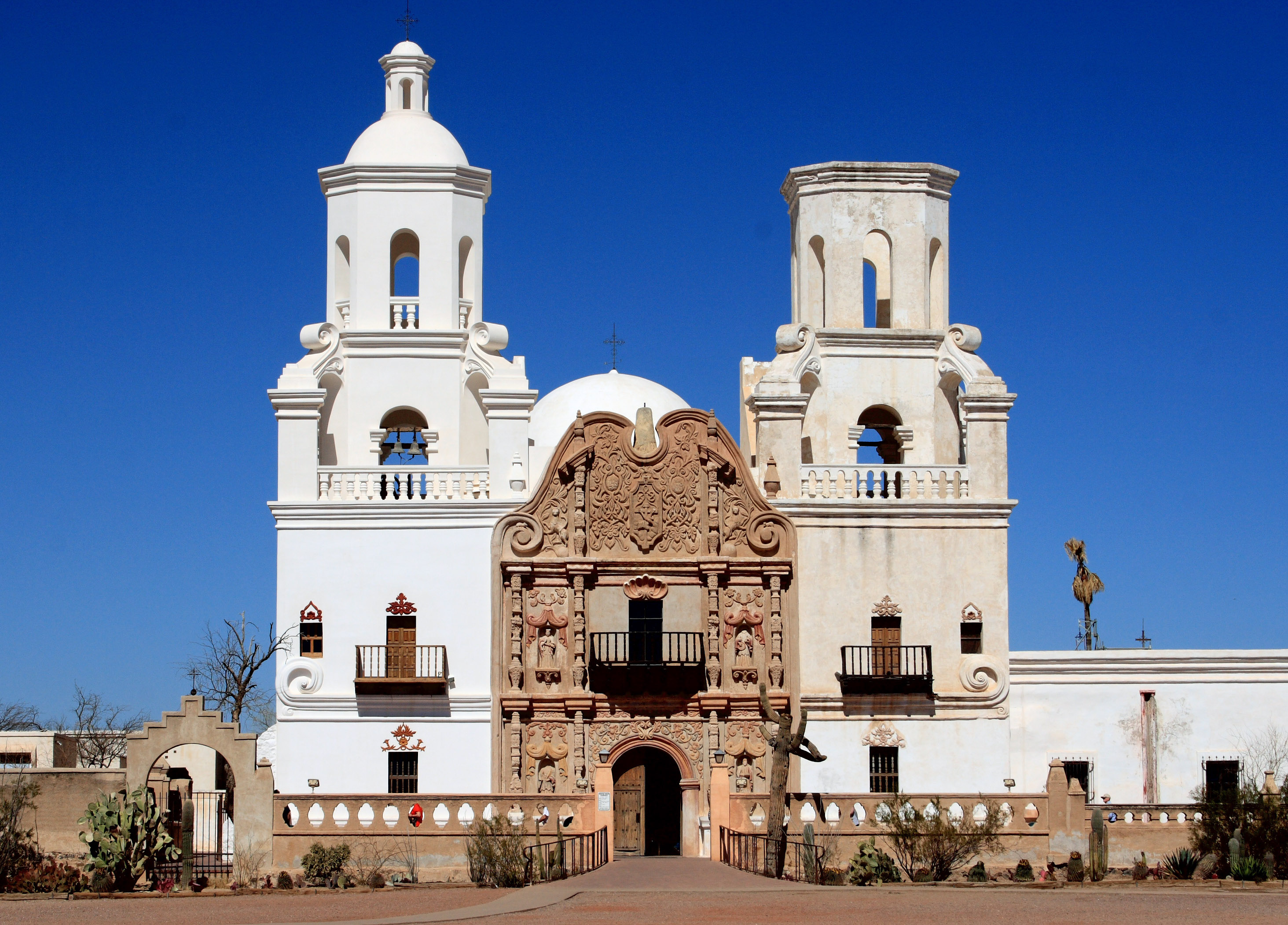
Іспанська місія Сан Зав'єр дель Бак, заснована в 1700 році
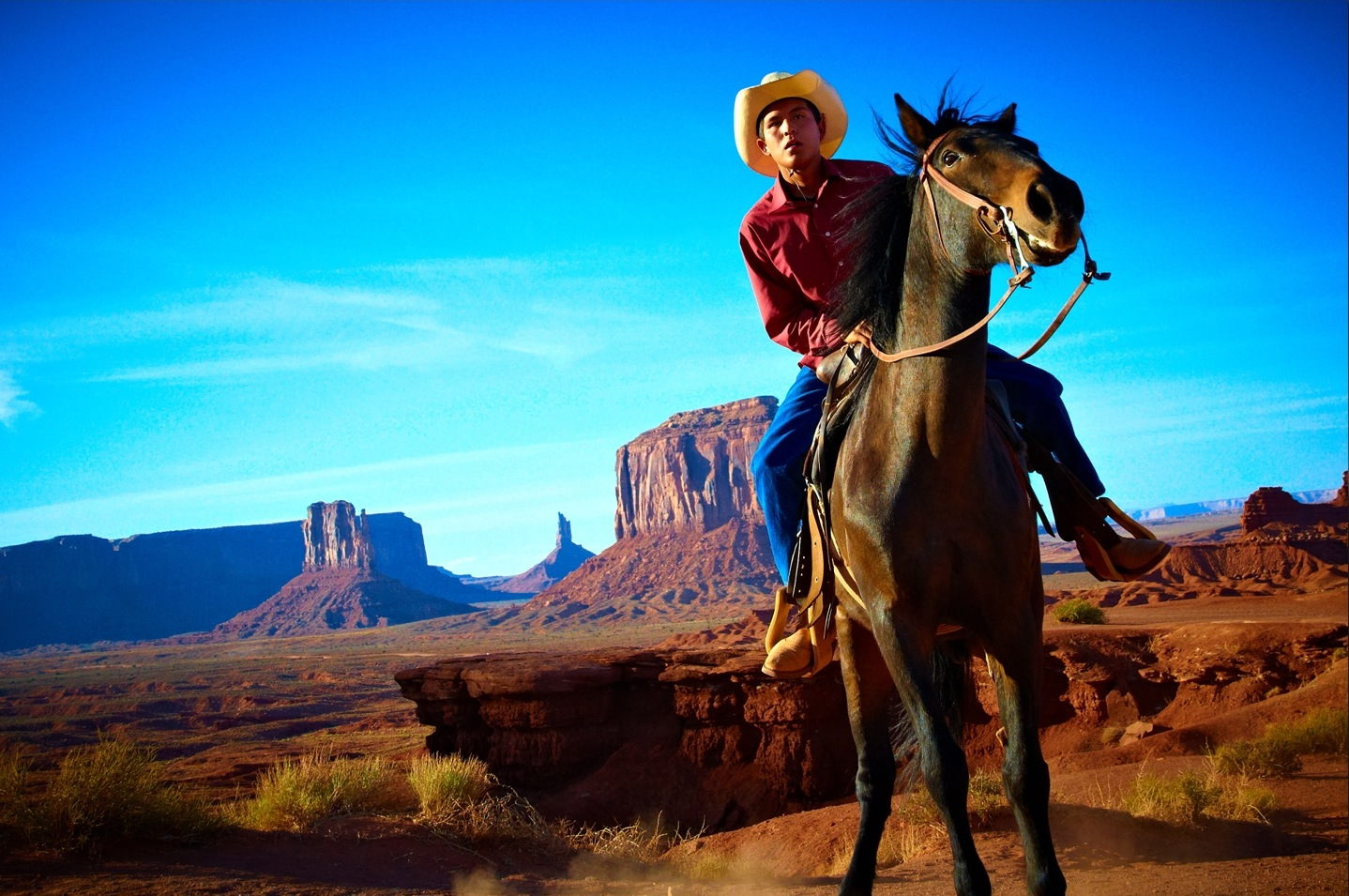
Чоловік з племені Навахо на коні в Долині монументів
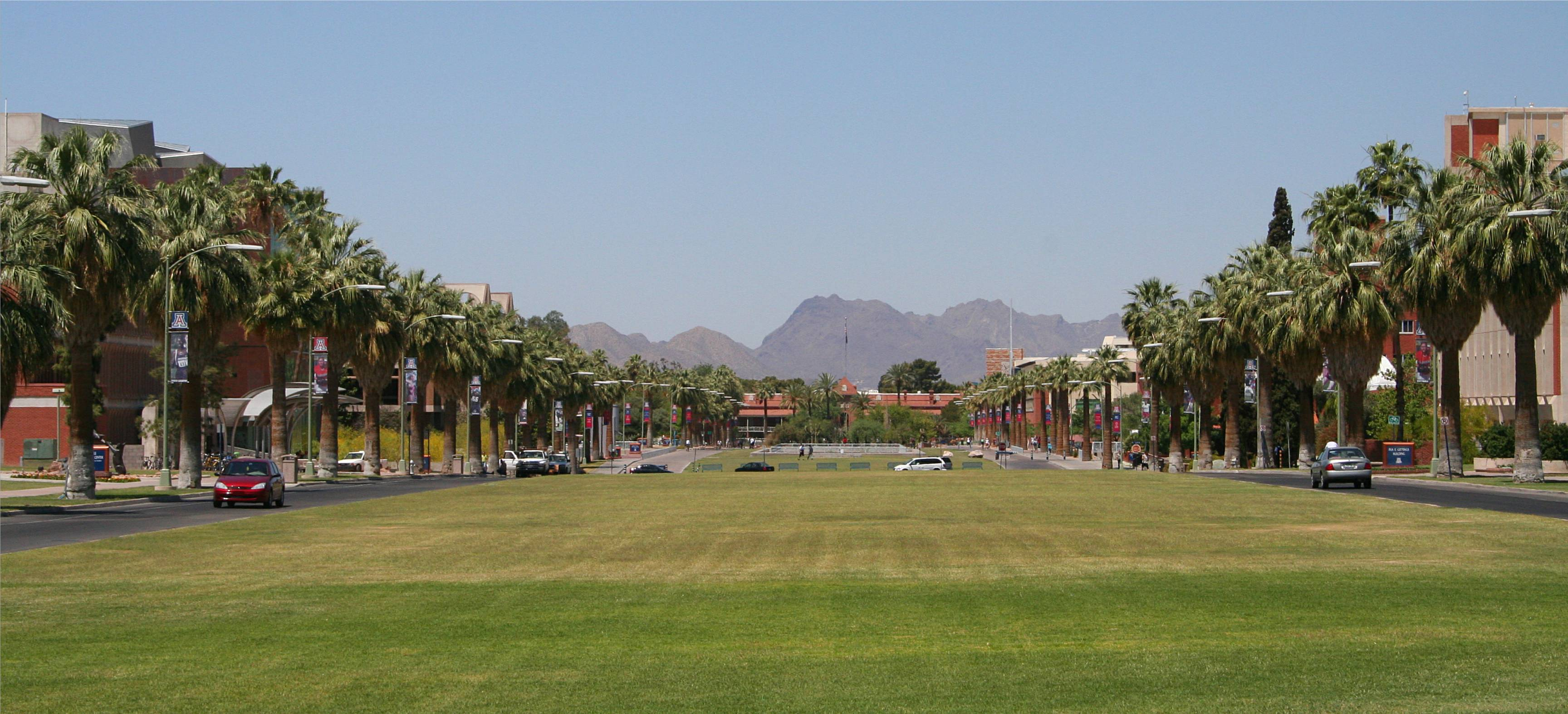
Університет Аризони в Тусоні
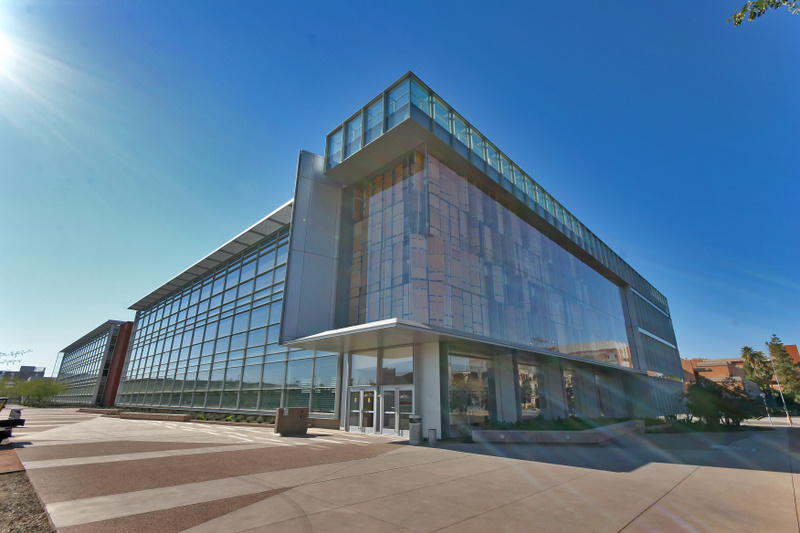
Університет штату Аризона розташований у Темпі
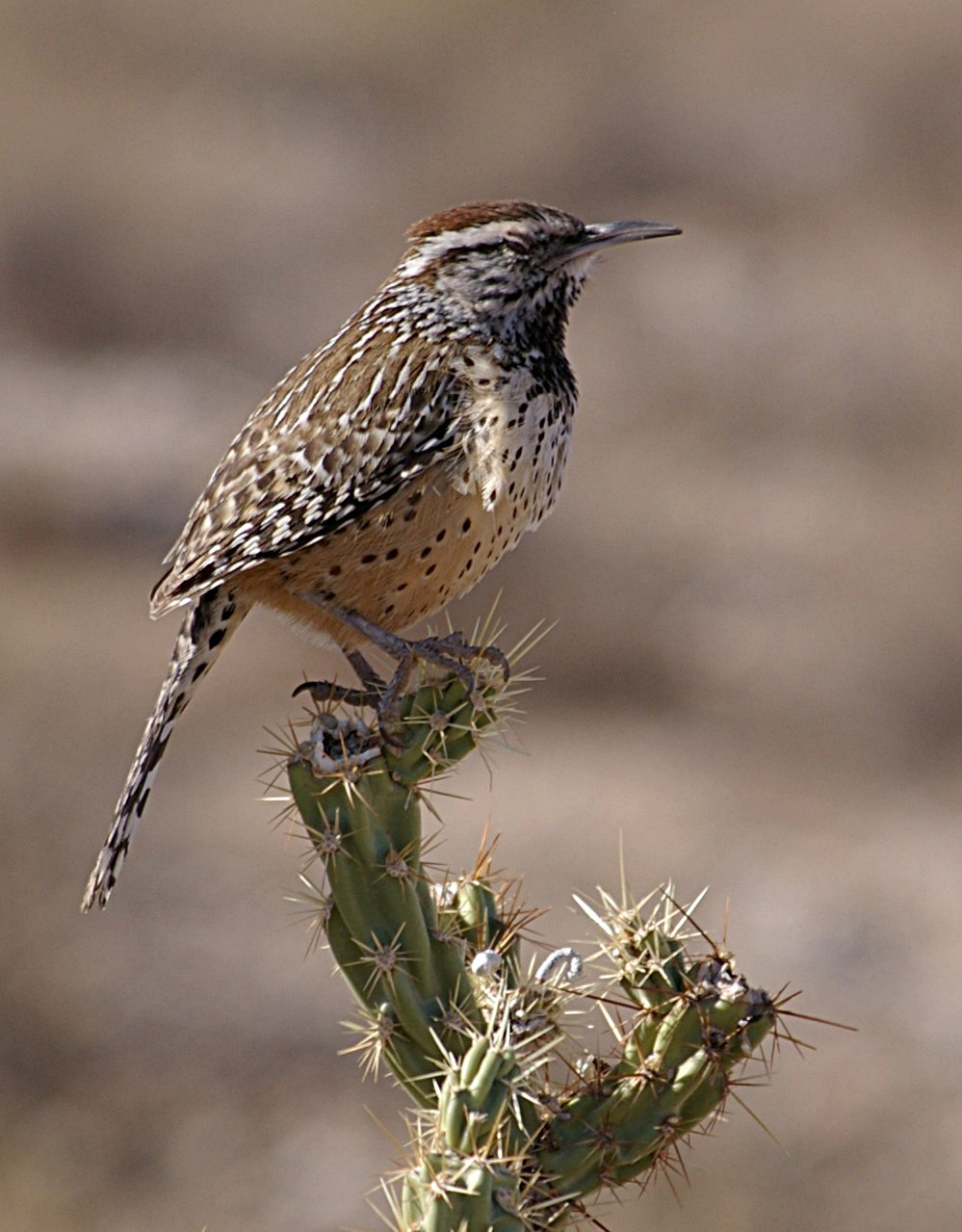
Кактусовий кропивник — національний птах Аризони